# Argonza
L'Argonza o Lodar és un curs fluvial de Cantàbria (Espanya). El riu es forma per la confluència del riu Hormigas i el riu Fuentes. El seu recorregut acaba engrossint les aigües del riu Saja al qual s'uneix per la dreta a 360 metres d'altitud a la rodalia del poble de Correpoco. Pràcticament la totalitat de la seva conca (124,8 quilòmetres quadrats) i recorregut són dins del Parc Natural del Saja-Besaya. El curs del riu és curt i ràpid passant entre escarpats vessants. Només s'obre lleugerament en el seu tram final, a l'altura del poble de Bárcena Mayor donant pas a una estreta plana al·luvial. La seva aportació anual és de 103,34 hm³.